# Personas
Personas és el cinquè àlbum d'estudi de la banda espanyola El Canto del Loco, llançat en l'1 d'abril de 2008 a Espanya. Tal com havia passat en els darrers tres àlbums, Persones va ser produït per Nigel Walker i va ser gravat a Madrid, entre l'octubre de 2007 i febrer de 2008. A la portada de l'àlbum, apareix una imatge dels quatre components del grup nus, mentre que a la contraportada apareix un nadó, també nu; el nadó es tracta de la filla de David Otero, un dels membres del grup.
Els singles extrets d'aquest CD són Eres tonto, Peter Pan i La suerte de mi vida. Va ser el disc més venut del 2008 i en un any veneren 187.000 còpies, convertint-lo en poc temps en doble disc de platí a Espanya.

## Llista de cançons
1. Corazón	 4:16
2. Acabado en A	 2:22
3. Eres tonto	 3:14
4. Peter Pan	 4:19
5. La vida	 3:23
6. Personas	 3:44
7. Fin de semana	 3:23
8. Eh tu 	 2:57
9. Todo lo hago mal 4:16
10. La suerte de mi vida 3:38
11. Un millón de cicatrices 4:22
12. Gigante 4:28
13. Gracias	 4:48

## Cançons per canço
La suerte de mi vida i Gigante van ser dedicades a Patricia Conde Galindo, parella del vocalista en els anys d'escriure el text.